# 대곡교통
대곡교통은 인천광역시 서구 대곡동 소재 마을버스 운수회사이다.

## 운행노선

### 마을버스
- 서구5: 황곡노인정(대곡동) - 두밀경로당 - 태정마을(신화슈퍼) - 삼라마이다스아파트 - 검단초등학교 - 검단고등학교 - 검단 농협 - 검단사거리역 -  검단하나아파트 - 큰쇠골슈퍼(금곡동) (일  9회) (화,금 오후 2시 15분에는 매립지를 경유한다.)
- 서구5 (첫차): 황곡노인정(대곡동) - 두밀경로당 - 태정마을(신화슈퍼) - 삼라마이다스아파트 - 검단초등학교 - 검단고등학교 (일 1회)

## 주요 차종
전 차량이 에어로타운으로 운행 중이다.